# Лоста
Лоста — река в России, протекает по Вологодскому району Вологодской области. Устье реки находится в 9 км от устья реки Лежи по левому берегу. Длина реки составляет 38 км.
Берёт начало примерно в 23 км к юго-западу от Вологды, возле деревни Красково (Спасское сельское поселение). Генеральное направление течения — на северо-восток. В среднем течении протекает через деревни Голенево, Конюхово, Кишкино (Подлесное сельское поселение). Пересекает железную дорогу Вологда — Галич (есть станция Лоста в 2,5 км от самой реки), после чего в нижнем течении входит в обширную заболоченную ненаселённую местность, по которой петляет среди болот и озерец вплоть до впадения в Лежу.

## Данные водного реестра
По данным государственного водного реестра России относится к Двинско-Печорскому бассейновому округу, водохозяйственный участок реки — Северная Двина от начала реки до впадения реки Вычегда, без рек Юг и Сухона (от истока до Кубенского гидроузла), речной подбассейн реки — Сухона. Речной бассейн реки — Северная Двина.
Код объекта в государственном водном реестре — 03020100312103000006929.